# Агат-18
Агат-18 и Агат-18К — шкальные полуформатные фотоаппараты объединения БелОМО, предназначенные для начинающих фотолюбителей.
Модель «Агат-18К» отличается от «Агат-18» возможностью подавать отснятую фотоплёнку в пустую приёмную кассету, устанавливаемую вместо приёмной катушки и не перематывать её обратно; а также наличием на спусковой кнопке резьбы под спусковой тросик и более удобной и прочной непрозрачной крышкой объектива блокирующей спусковую кнопку. Модель «Агат-18К» комплектуется темляком, прикрепляемым к штативному гнезду.
Стоимость фотоаппарата «Агат-18» в 1987 году — 19 рублей.

## Технические характеристики
- Корпус фотоаппарата пластмассовый разъёмный, зарядка 35-мм фотоплёнкой в стандартных кассетах. Взвод затвора осуществляется от вращения зубчатого колеса при протяжке плёнки на один кадр, счётчик кадров — автоматический с ценой деления в 6 кадров 18*24 мм.
- Объектив «Индустар-104» 2,8/28, несъёмный. Наводка на резкость по шкале расстояний от 0,9 м до бесконечности. Имеется шкала глубины резкости в виде выемок обоймы объектива. Разрешающая способность : 40 лин/мм в центре кадра, 22 лин/мм по краям.
- На фотоаппарате «Агат-18» установлен двухлепестковый центральный залинзовый затвор — диафрагма. Выдержка «В» отсутствует.
- При диафрагме 2,8 отрабатывается выдержка 1/60 с, при диафрагме 16 — 1/250 с. На камере отсутствует кольцо установки выдержек, имеется только кольцо установки значений диафрагмы. Пары диафрагма—выдержка связаны между собой и не могут быть изменены.

| Выдержка | Диафрагма |
| -------- | --------- |
| 1/64     | 2,8       |
| 1/73     | 3,4       |
| 1/95     | 4         |
| 1/110    | 4.8       |
| 1/120    | 5,6       |
| 1/130    | 6.8       |
| 1/155    | 8         |
| 1/175    | 9.5       |
| 1/200    | 11        |
| 1/225    | 13.5      |
| 1/256    | 16        |

- Установка экспозиции — ручная по символам погоды. На калькуляторе (табличном экспонометре) устанавливается значение светочувствительности фотоплёнки, нужное значение диафрагмы устанавливается в соответствии с символом погоды.
- Видоискатель камеры имеет запас по полю зрения. Для определения размеров изображения на кадре имеются светящиеся кадроограничительные рамки с параллактическими метками.
- Подключение фотовспышки — центральный синхроконтакт (бескабельное).

- Снята защитная крышка обоймы для фотовспышки
- Объектив «Индустар-104»
- Раскрытый корпус
- Откинут прижимной столик